# La Reine des prédateurs
Pour plus de détails, voir Fiche technique et Distribution.
La Reine des prédateurs (Webs) est un téléfilm américain réalisé par David Wu, diffusé le 28 juin 2003 sur Sci Fi Channel.

## Synopsis
Un groupe d'électriciens envoyés dans un immeuble désaffecté pour découvrir quelle est la source d'énergie qui y a été détectée, trouve un laboratoire abandonné. Mettant accidentellement en marche une machine qui s'y trouvait, ils sont projetés dans un monde parallèle où d'énormes arachnides ont pris le contrôle du pays en transformant les êtres humains en hommes-araignées.

## Fiche technique
- Titre : La Reine des prédateurs
- Titre original : Webs
- Réalisation : David Wu
- Scénario : Grenville Case et Robinson Young, d'après une histoire de Grenville Case
- Production : Dara Cohen, Paul M. Leonard et Derek Rappaport
- Musique : Lawrence Shragge
- Photographie : Richard Wincenty
- Montage : David Wu
- Décors : Ed Hanna
- Costumes : Ruth Secord
- Pays d'origine : États-Unis
- Format : Couleurs - 1,85:1 - Dolby Digital - 16 mm
- Genre : Action, science-fiction
- Durée : 84 minutes
- Date de diffusion : 28 juin 2003 (États-Unis sur Sci Fi Channel)

## Distribution
- Richard Grieco : Dean
- Kate Greenhouse : Elena
- Colin Fox : le docteur Richard Morelli
- Richard Yearwood : Ray
- Jeffrey Douglas : Sheldon
- David Nerman : Crane
- Jason Jones : Junior
- Anthony Ashbee : Jones
- Craig Blair : un survivant
- Dylan Bierk : un survivant / la reine araignée

## Autour du film
- Le tournage s'est déroulé à Toronto.